# Denise Natot
Denise Natot est une monteuse française.

## Filmographie
- 1951 : Knock de Guy Lefrance (assistante de Louisette Hautecoeur)
- 1950 : Pigalle-Saint-Germain-des-Prés d'André Berthomieu
- 1952 : Les Belles de nuit de René Clair
- 1955 : Les Grandes Manœuvres de René Clair
- 1956 : Paris Canaille de Pierre Gaspard-Huit
- 1956 : Paris, Palace Hôtel de Henri Verneuil (assistante de Louisette Hautecoeur)
- 1959 : Asphalte d’Hervé Bromberger
- 1960 : Les Yeux sans visage de Georges Franju (assistante de Gilbert Natot)
- 1960 : Les Loups dans la bergerie d'Hervé Bromberger
- 1960 : Préméditation d'André Berthomieu
- 1960 : La Brune que voilà de Robert Lamoureux
- 1961 : Saint-Tropez Blues de Marcel Moussy
- 1962 : Le Soleil dans l'œil de Jacques Bourdon
- 1962 : Les Quatre Vérités
- 1964 : L'Année du bac de Maurice Delbez et José-André Lacour